# Ozana chinensis
Ozana chinensis är en fjärilsart som beskrevs av John Henry Leech 1900. Ozana chinensis ingår i släktet Ozana och familjen nattflyn. Inga underarter finns listade i Catalogue of Life.